# Critical-Chain-Projektmanagement
Critical-Chain-Projektmanagement (CCPM), teilweise auch Critical-Chain-Management (CCM), ist eine Projektmanagementmethode basierend auf den Ideen Eliyahu M. Goldratts.
CCPM erweitert das klassische Projektmanagement um die zwei Elemente Vermeidung von schädlichem Multitasking und korrekter Umgang mit Schätzungen, deren Streuungen und damit verbundenen Puffern.

## Projektfreigabe und Staffelung
Das schädliche Multitasking wird vermieden, indem die Menge der Projekte auf ein sinnvolles Maß begrenzt wird und im Folgenden, abhängig von der begrenzenden Ressource, freigegeben (Projektfreigabe) und eindeutig priorisiert werden (Staffelung). Im Gegensatz zur Methode des kritischen Pfades wird hier mit real verfügbaren Ressourcen und streng nach Priorität geplant, der längste Pfad, bezogen auf den Ressourcenverbrauch, wird dabei als Kritische Kette bezeichnet. Diese Staffelung wird als strategische Priorisierung bezeichnet.
Hierdurch wird vermieden, dass eine Ressource an mehreren Arbeitspaketen gleichzeitig arbeitet und dazwischen wechselt (schädliches Multitasking). Das Ergebnis ist, dass die zur Verfügung stehenden Ressourcen optimal konzentriert an einem Arbeitspaket arbeiten können und sich die Durchlaufzeiten massiv verringern.

## Puffermanagement
Der korrekte Umgang mit Schätzungen basiert darauf, die unvermeidlichen Streuungen zu akzeptieren und die damit verbundenen Puffer im Sinne des Projektes zu nutzen (Puffermanagement).

### Psychologie der Puffer
In einem klassischen Unternehmensumfeld schätzt der Mitarbeiter typischerweise den Aufwand und damit die Dauer eines Arbeitspaketes inklusive eines Puffers zur Erhöhung der eigenen Zuverlässigkeit. Aufgrund von Parkinsons Gesetz, das besagt, dass Puffer immer genutzt und nicht gekürzt werden, des Studentensyndroms, das besagt, dass so spät wie möglich begonnen wird, und kombiniert mit dem Gesetz von Murphy, das besagt, dass immer etwas schiefgeht, werden Verfrühungen nicht und Verspätungen immer weitergegeben.

### Projektpuffer
Im CCPM werden daher Schätzungen für die einzelnen Arbeitspakete so gewählt, dass sie mit einer absoluten Wahrscheinlichkeit von ca. 50 % eintreffen. Die Differenz zu der klassischen Schätzung wird als gemeinschaftlicher Projektpuffer für alle Arbeitspakete an das Projektende gestellt. Hierdurch können sich Verfrühungen und Verspätungen ausgleichen, was wiederum genutzt wird, um diesen Puffer um 50 % zu kürzen. Das Ergebnis ist eine sehr hohe Termintreue verbunden mit einer Verkürzung der Durchlaufzeit um 25 %.

Projektverlauf gemäß CCPM - Fortschritt gegenüber Pufferverbrauch

### Operative Priorisierung
In Multiprojektumgebungen kommt es oft zu der Situation, dass mehrere Arbeitspakete von unterschiedlichen Projekten zur Bearbeitung durch eine Ressource anstehen. In diesem Fall muss die Ressource entscheiden, welches Arbeitspaket vorrangig bearbeitet wird. Diese Staffelung wird als Operative Priorisierung bezeichnet.
Hierbei wird immer das Arbeitspaket des Projektes bevorzugt, das das schlechteste Verhältnis von Fortschritt zu Pufferverbrauch auf der Kritischen Kette aufweist. 
Die Kennzahlen Fortschritt auf der Kritischen Kette und Pufferverbrauch können darüber hinaus über die Projektlaufzeit oder über das gesamte Projektportfolio betrachtet werden, um so Projekte in Schieflage zu erkennen und Maßnahmen zu ergreifen (Ampelsteuerung).

## Managementkultur
Einhergehend mit dem CCPM muss in der Regel eine Veränderung in der Managementkultur verbunden werden.
Den Mitarbeitern muss zugesagt werden, dass sie auch bei Über- oder Unterschreitungen der Schätzungen nicht mit Repressalien zu rechnen haben. Die Vorgesetzten müssen die notwendigen Projekte priorisieren und Multitasking für den einzelnen Projektmitarbeiter unterbinden.
Dieser Kulturwandel wird typischerweise begleitet durch Reduzierung der Überstunden, leichteres und flüssigeres Arbeiten, gegenseitige Unterstützung, höhere Qualität und Motivation, gefolgt von höherer Innovationskraft.